# Collenettea semiaurantia
Collenettea semiaurantia är en fjärilsart som beskrevs av Talbot 1927. Collenettea semiaurantia ingår i släktet Collenettea och familjen snigelspinnare. Inga underarter finns listade i Catalogue of Life.